# Alvaschein
Alvaschein (tyska) eller Alvaschagn (rätoromanska) är en ort och en tidigare kommun i regionen Albula i den schweiziska kantonen Graubünden, som från och med 2015 ingår i kommunen Albula/Alvra.
Det traditionella språket är surmeirisk rätoromanska, som förr var hela befolkningens modersmål. Under 1900-talet har detta språk alltmer trängts undan på bekostnad av främst tyska. Vid senaste folkräkningen (2000) hade 40% rätoromanska som modersmål. Kommunen var officiellt rätoromansk, men i praktiken användes mest tyska som förvaltningsspråk. 
Alla låg- och mellanstadieelever undervisas dock på rätoromanska i grannkommunen Lantsch/Lenz.
Kyrkan är alltjämt katolsk, och den reformerta minoriteten söker sig till kyrkan i Filisur en mil österut.